# 平成24年台風第3号
平成24年台風第3号（へいせい24ねんたいふうだい3ごう、アジア名：マーワー〔Mawar、命名国：マレーシア、意味：ばら〕）は、2012年6月1日午後3時（日本時間、以下同様）に発生した台風である。

## 進路の経過
- 6月1日午後3時 - フィリピンの東海上で発生。
- 6月2日午後3時 - 暴風域を伴う。
- 6月4日 - 沖縄県の南に。強い台風になる。
- 6月5日 - 大東島地方が暴風域に入った[1]。午後には抜けた。

## 影響
フィリピンではパラワン島の西にある島で川が増水し2人の兄弟が亡くなった。またマニラ東部の川では7歳の少年が川で溺れて亡くなっている。また6人の漁民が行方不明となっている。
日本では6月5日、沖縄県南大東島の南大東村で竜巻によると見られる被害が長さ約1.5km、幅約50mで確認された。気象庁は、竜巻のスケールをF0と推定している。また､台風2号から変わった前線を刺激し本州でも雨となった。
日本では、6月6日の金星の太陽面通過の観測に悪影響の予想もされ、関東地方などでは全く見られない地域もあった。